# La Codosera
La Codosera es un municipio español, perteneciente a la provincia de Badajoz (comunidad autónoma de Extremadura).

## Geografía física
Se sitúa al noroeste de la provincia de Badajoz, junto a la frontera con Portugal. Pertenece a la comarca de Tierra de Badajoz y al partido judicial de Badajoz. Los picos más altos son la Lamparona, con 596 m. (el punto más alto de la localidad), la sierra de Matasiete con 538 m. y la sierra de La Calera, formando el valle en el que se asienta La Codosera.
Como está cerca de la frontera portuguesa, surcado por el río Gévora y sus afluentes, el clima es más húmedo y la masa forestal está constituida fundamentalmente por bosques formados por el castaño, el olivo, el olmo, la encina, el alcornoque, el pino, el aliso y el eucalipto. También abunda el brezo, la jara y el tomillo.
Las riberas del río Gévora nos ofrecen el contraste de las zonas de regadío, pues sus márgenes están formadas por frondosas arboledas de encinas, sauces, fresnos saúcos, arraclanes, mimbreras y alisos, que se mezclan con algunos arbustos, donde la adelfa es la especie más común. Las plantaciones de regadío se basan en todo tipo de hortalizas y legumbres, como por ejemplo, tomates, judías, garbanzos, cebollas… El cultivo de arroz fue importante tiempo atrás, pero se abandonó por la gran demanda de agua que suponía este cultivo para el río Gévora.
La ganadería en la zona es principalmente ovino, porcino y caballar. La fauna en esta localidad es muy rica y abundante. En cuanto a mamíferos podemos nombrar al jabalí, el conejo común, la jineta, el ciervo… Y en cuanto a las aves, la abubilla, el cuervo , la paloma, el pato, el abejaruco, el alimoche…

## Geografía humana

### Organización territorial
La Codosera está distribuida entre el núcleo principal y varios caseríos como Bacoco, El Marco (donde está el puente internacional más pequeño del mundo), La Rabaza, La Tojera, La Varse y La Vega.

## Demografía
La Codosera cuenta con una población de 2025 habitantes (INE 2024).
| Gráfica de evolución demográfica de La Codosera entre 1842 y 2021 |
| |
| Población de derecho según los censos de población del INE. Población de hecho según los censos de población del INE.En este censo se denominaba La Codoseva: 1842. En estos censos se denominaba Codosera: 1857, 1860 y 1877. |

### Dialecto
Como localidad fronteriza con Portugal, está cuajada de palabras procedentes de este idioma. Además tiene peculiaridades en el fonema “s”, de origen portugués, que sustituye al fonema “c,z” en el castellano. Esta peculiaridad sólo se da en este municipio, en Olivenza y en Villar del Rey.
El contacto entre las dos culturas que siempre ha existido y sigue existiendo, ha provocado el dominio de ambos idiomas por parte de la población de forma indistinta. Se habla de “portuñol” si la forma de hablar mezcla el español y el portugués, cosa muy poco frecuente. Otra de las causas de que en toda esta área se hable portugués se debe a la masiva afluencia de emigrantes de este país que se produjo durante el siglo XVIII. Hoy en día, casi todos los habitantes de esta zona son bilingües, ya que mantienen una fuerte relación familiar y de vecindad con los habitantes de las aldeas portuguesas cercanas.

## Historia

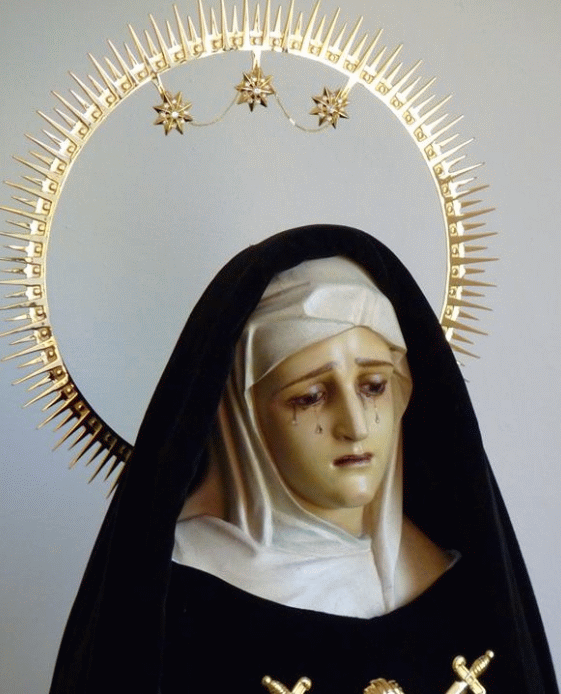
Nuestra Señora de los Dolores de Chandavila.

Los primeros restos de habitantes en la zona, se remontan al Paleolítico Inferior. Siendo útiles de piedra hallados a orillas del río Gévora, en “Valdescargar” y “Carrión”.
También han aparecido restos correspondientes al Neolítico tardío, tales como hachas pulimentadas, molinos de mano, molederas y placas de barro cocidas.
A la caída del Antiguo Régimen la localidad se constituye en municipio constitucional en la región de Extremadura, entonces conocido como La Codoseva o Codosera. Desde 1834 quedó integrado en el partido judicial de Badajoz. En el censo de 1842 contaba con 187 hogares y 690 vecinos.
La Codosera se quedó conocida en todo el mundo gracias a las apariciones que dos niñas – Marcelina Barroso Expósito (hoy monja en un convento de clausura) y Afra Brígido Blanco – afirmaron haber presenciado de la Bienaventurada Virgen María bajo la advocación de Nuestra Señora de los Dolores en un paraje llamado Chandavila.

## Patrimonio

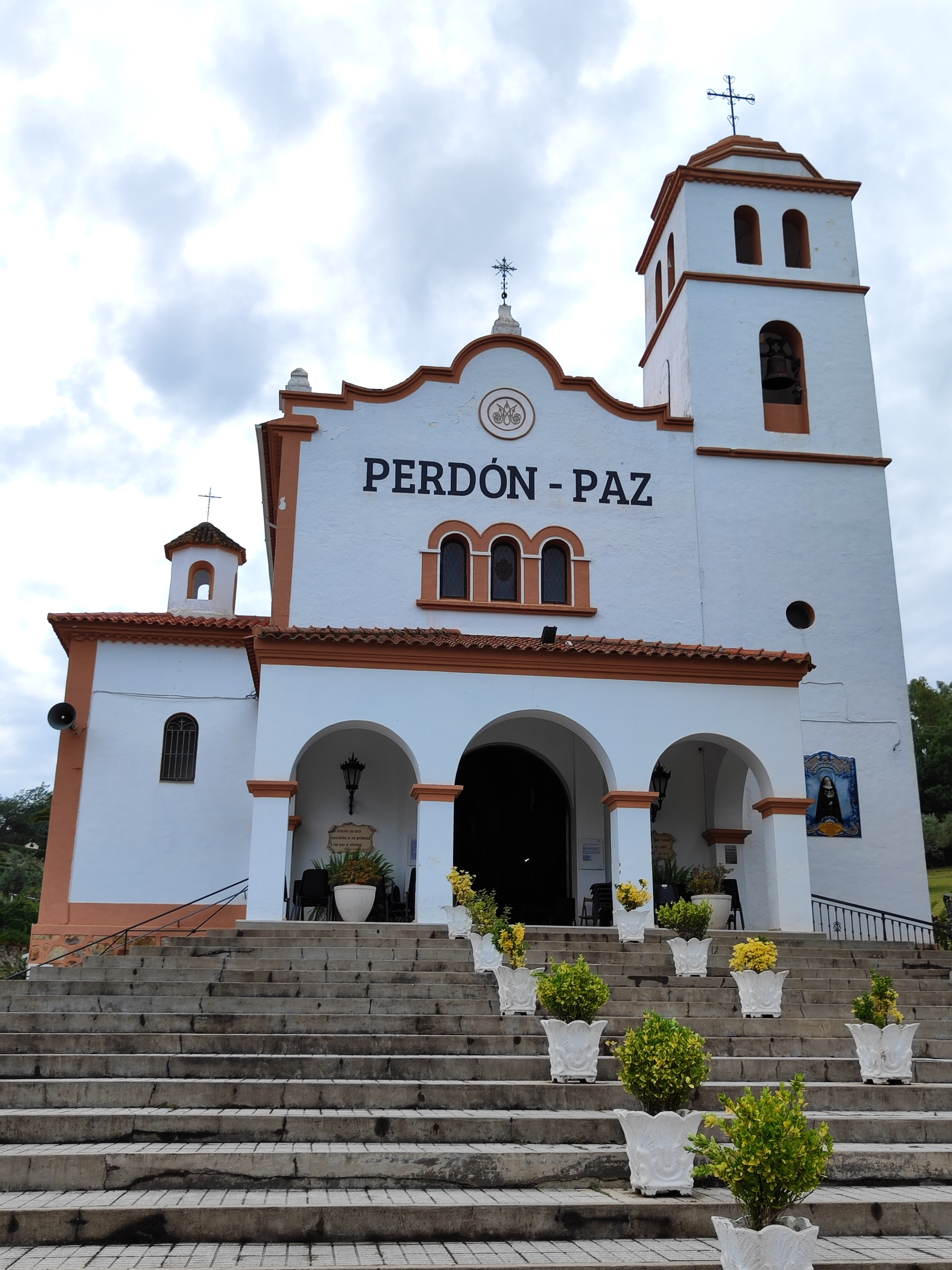
El Santuario de Nuestra Señora de los Dolores de Chandavila

En este municipio los visitantes podrán ver:
- El santuario de Nuestra Señora de los Dolores de Chandavila
- La iglesia parroquial dedicada a Nuestra Señora de la Piedad
- El castillo de la Beltraneja, de propiedad privada
- Los molinos harineros y de aceite sobre el cauce del Río Gévora
- La iglesia de la Luz, la ermita más antigua de La Codosera, con pinturas al fresco.
- Las piscinas naturales y el centro de interpretación del Río Gévora
- El Casco antiguo de la localidad con construcciones típicas codoseranas
- Puente internacional más pequeño del mundo en el caserío de El Marco, sobre el cauce del río Abrilongo uniendo España y Portugal

## Fiestas locales
- Los Carnavales. Desfiles y Bailes.
- En Semana Santa, representación de la Pasión de Cristo, y el tradicional "Aleluya", donde los mozos del pueblo recorren las calles sonando los cencerros.
- El 1 de mayo, la fiesta de los "Mayos". Los vecinos confeccionan grandes muñecos, que esa mañana los exponen en las puertas de sus casas.
- Fiesta en el Santuario de Nuestra Señora de los Dolores de Chandavila, el 27 de mayo, conmemorando las apariciones de la Santísima Virgen María bajo la advocación de Virgen de los Dolores. Son fiestas eminentemente religiosas, celebrándose todo tipo de cultos, aunque también es un día para disfrutar del campo y disfrutar de la belleza de su entorno.
- San Juan Bautista, patrón del pueblo. El sábado más cercano al patrón, se celebran juegos para niños y una verbena en la calle Lázaro Gumiel. También la noche del 23 para el 24 los jóvenes de la localidad corren las calles del pueblo con cubos de agua, mojando al que se ponga en medio, y el ayuntamiento invita a una parrillada.
- Fiesta de Nuestra Señora del Carmen, el 16 de julio, en La Varse. La romería se celebra el fin de semana más próximo al 16 de julio. Son tres días de fiesta con juegos, verbenas, atracciones y casetas. Dada la cercanía con Portugal que tiene la zona, son muchos los portugueses que asisten a la fiesta.
- Fiesta de la barriada de San Miguel. Por motivos de meteorología, esta fiesta pasó a celebrarse el último sábado de julio. Durante toda la noche, hasta la madrugada, se celebra una gran verbena popular, y hay habilitado un bar y varios puestos de dulces y golosinas.
- Ferias y fiestas del pueblo, el segundo fin de semana de agosto, se celebran, durante cuatro días, todo tipo de actos, juegos, matinés, desfiles de cabezudos y bandas, actuaciones de música popular, encuentros de fútbol; y durante la noche la gente baila al son de magníficas orquestas. Es en esta fecha, cuando las personas que emigraron a otras tierras, regresan a su pueblo para estar con sus familias y reencontrarse con su pueblo.
- Fiesta de Todos los Santos, el 1 de noviembre. Este día se celebra la "Fiesta de los Castañales". Los vecinos acuden a un campo de castaños, donde realizan hogueras, asan las castañas y beben vinos y licores, alrededor del fuego, cantando canciones.
- Las Matanzas: tienen lugar desde noviembre hasta finales de enero. Se reconoce como un acto solidario, pues entre los amigos, vecinos y parientes se prestan ayuda, ya sea dejando los útiles necesarios para la matanza, o colaborando en ésta. Las mujeres desarrollaban tareas distintas a las de los hombres, siendo más elaboradas.

## Deportes

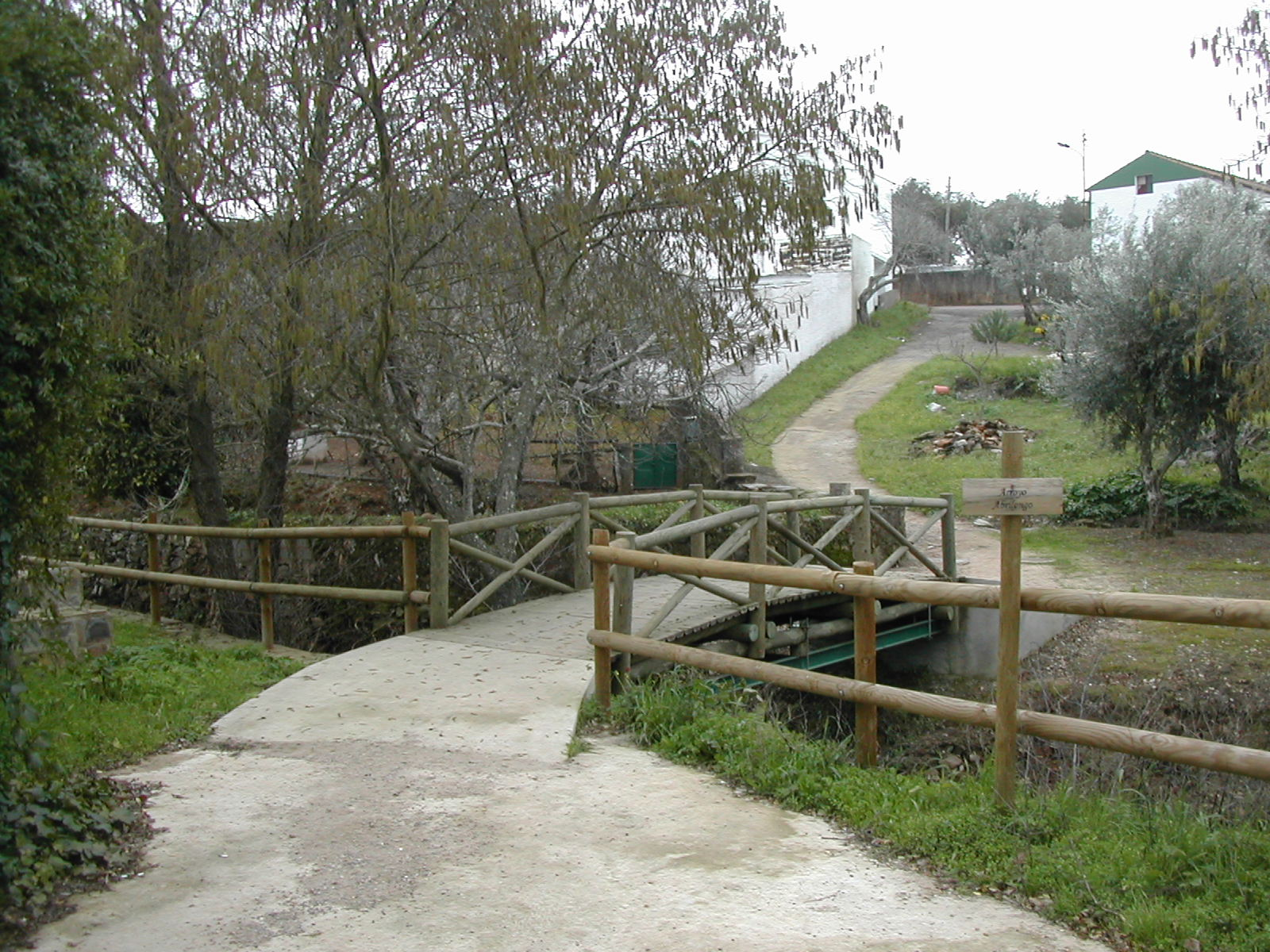
Puente internacional más pequeño del mundo, sobre el río Abrilongo, en la frontera de La Codosera con Portugal. El puente está situado en la localidad el Marco.

La Codosera tiene uno de los circuitos de Motocrós más importantes de Extremadura. A lo largo del año son importantes los campeonatos de esta categoría que en él se celebran.
La Codosera tiene un club ciclista formado a primeros de 2015 llamado CodoBike con cabida para ciclistas de carretera tanto como para los que gustan de la bici de montaña, ya que en el entorno privilegiado de La Codosera hay carreteras y caminos muy apropiados para realizar ciclismo de carretera, senderismo y rutas de Btt.
La Codosera contaba con un equipo de fútbol, bajo el nombre de Codosera Club de Fútbol, que llegó a competir en la primera división extremeña (Grupo II) pero terminó desapareciendo tras la temporada 20/21.
Gracias al entorno que tiene el pueblo, son muchos los aficionados a la caza que hay en la localidad, que, además, cuentan con una sociedad de cazadores, llamada peña la niña y se organizan monterías durante la temporada de caza. Dada la cercanía con el río Gévora, la afición a la pesca de la trucha y el barbo, también es muy fuerte en La Codosera.